# Trachyphonus purpuratus
Trachyphonus purpuratus là một loài chim trong họ Lybiidae.